# Dichodontium olympicum
Dichodontium olympicum är en bladmossart som beskrevs av Ferdinand François Gabriel Renauld och Jules Cardot 1892. Dichodontium olympicum ingår i släktet Dichodontium och familjen Dicranaceae. Inga underarter finns listade i Catalogue of Life.